# Фогт (община)
Фогт (нем. Vogt) — община в Германии, в земле Баден-Вюртемберг. 
Подчиняется административному округу Тюбинген. Входит в состав района Равенсбург.  Население составляет 4537 человек (на 31 декабря 2010 года). Занимает площадь 22,31 км².

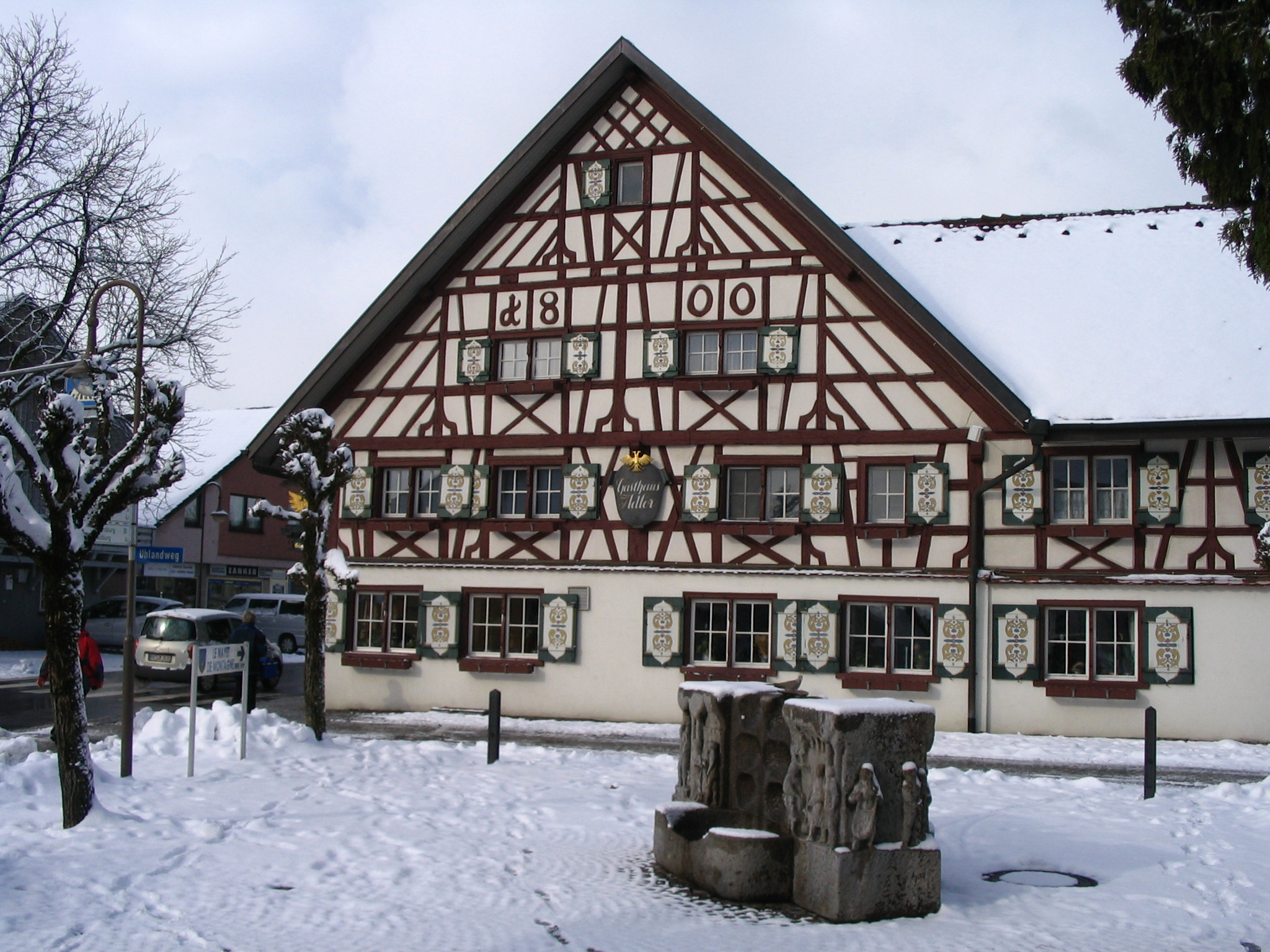
Гостиница «Адлер»